# 森寛斎

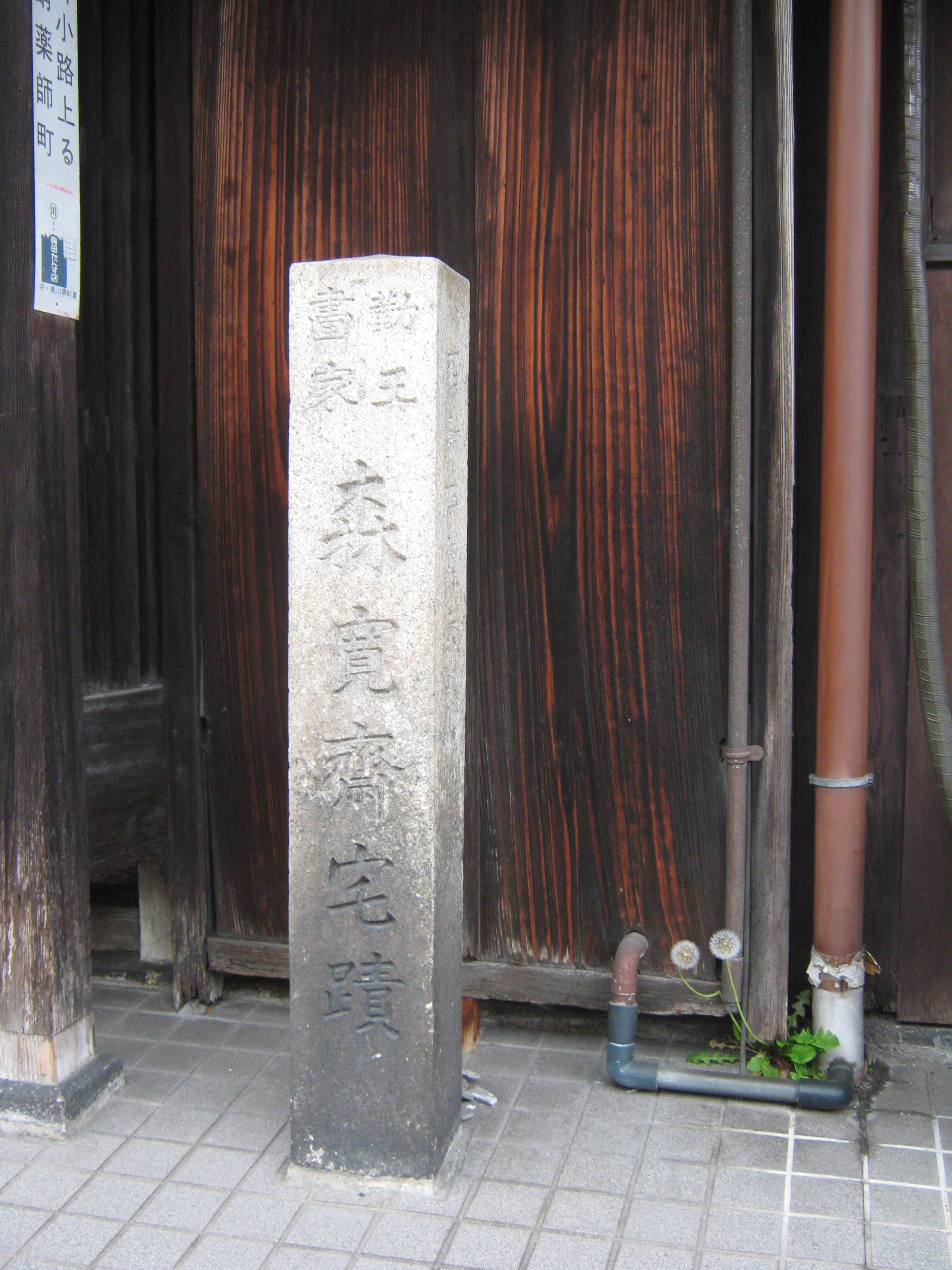
森寛斎邸址、京都市中京区室町通二条下る東側

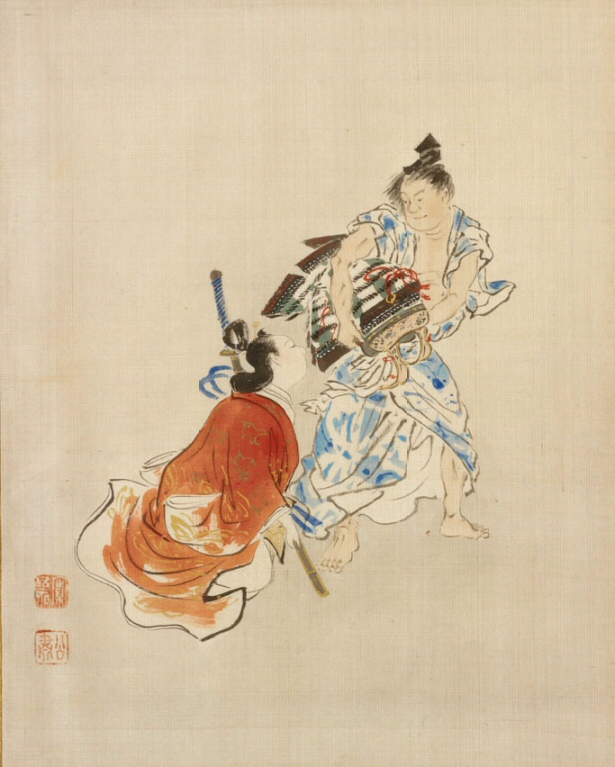
(1873)

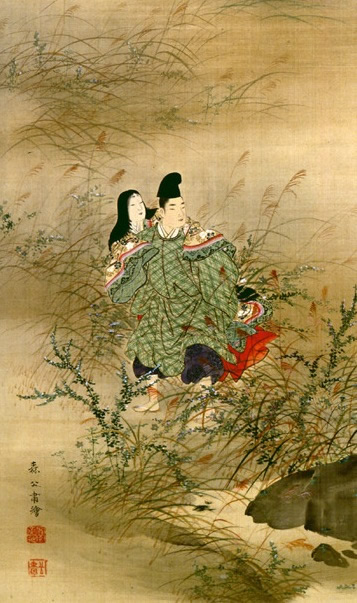
伊勢物語の第六段芥川を描いたもの。

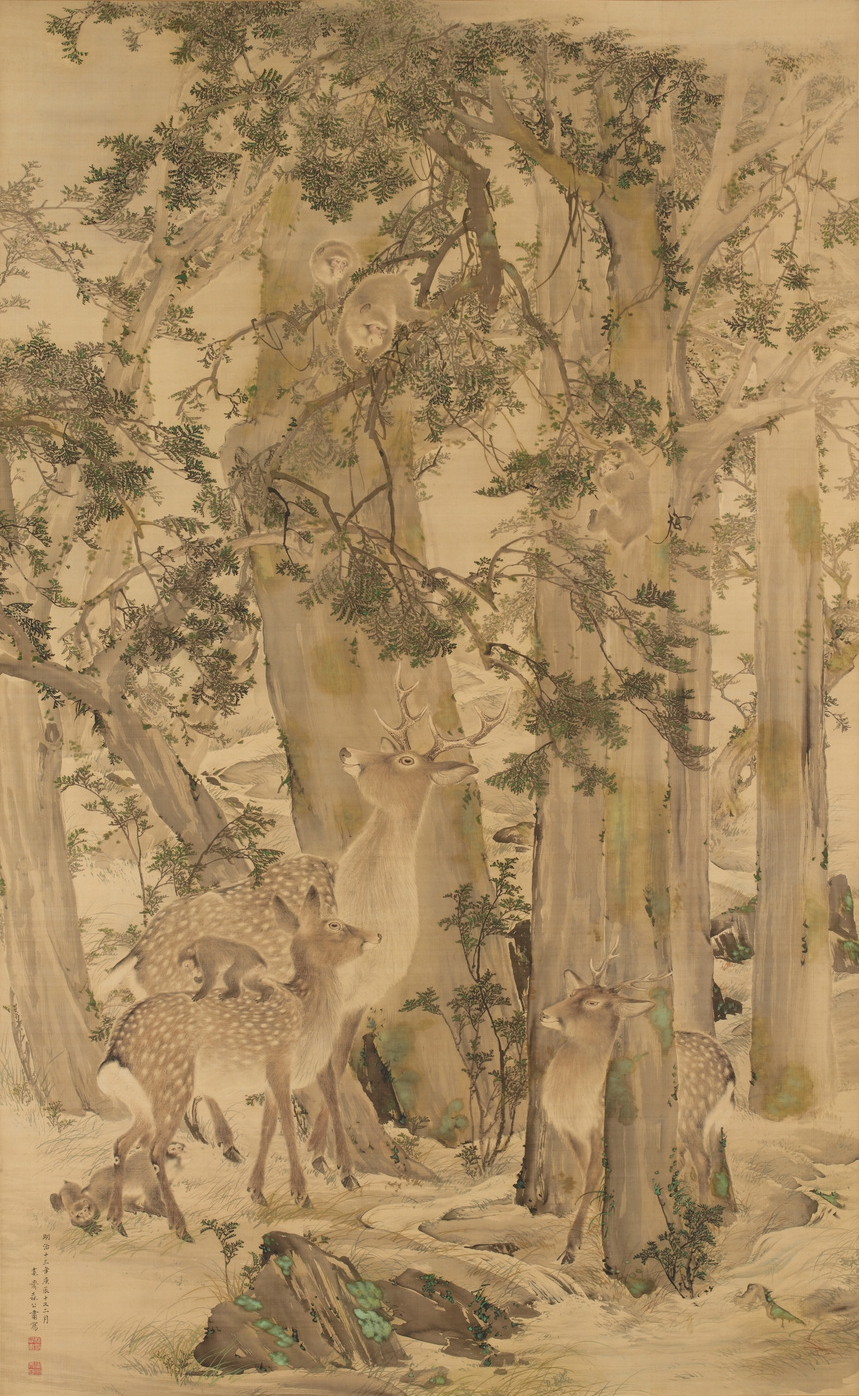
「古柏猴鹿之図」（1880年、三の丸尚蔵館）

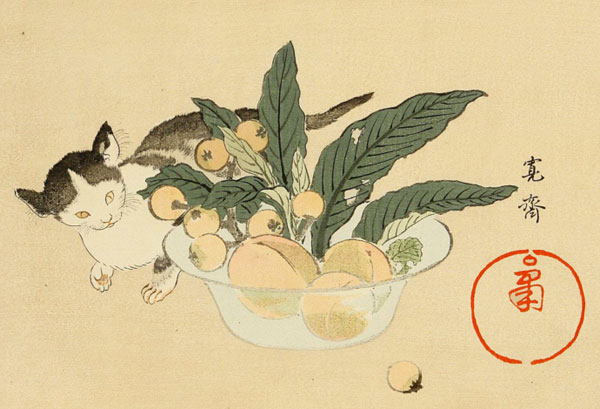
「猫と果物」

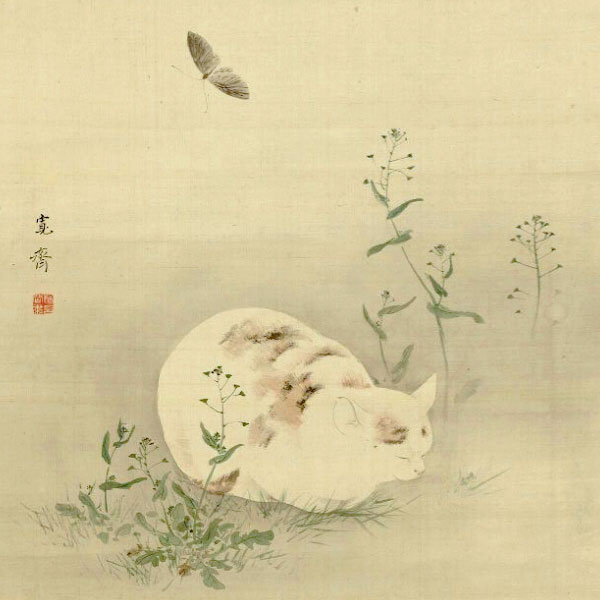
「睡猫図」

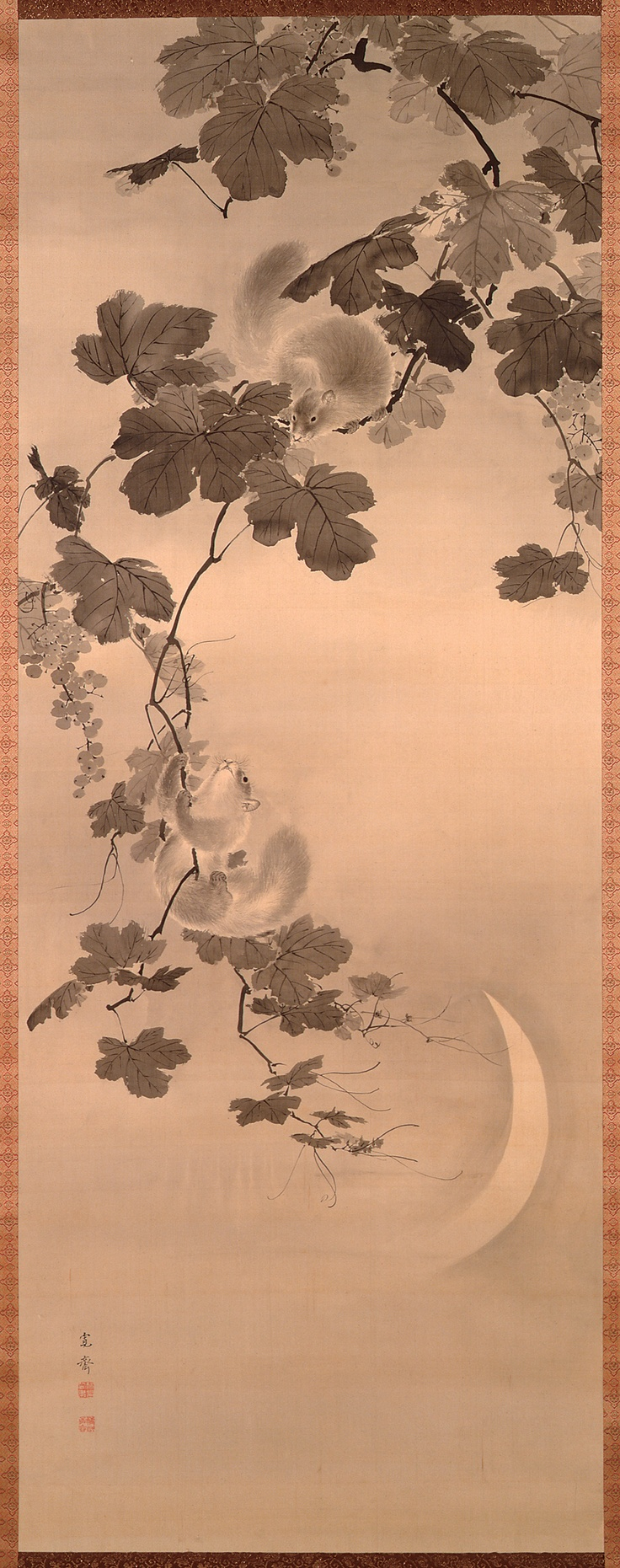
「葡萄とりす」1882年（明治13年）

森 寛斎（もり かんさい、1814年3月2日〈文化11年1月11日〉 - 1894年〈明治27年〉6月2日）は、日本の幕末から明治時代に京都を中心に活躍した絵師、日本画家。本姓は石田。幼名は幸吉、のち尚太郎。諱は公粛。字は子容、または寛仲。寛斎は号で、別号に桃蹊、晩山、造化室、天開図画楼。
森狙仙、森徹山、森一鳳・寛斎と続く森派の絵師。若い頃は攘夷運動に熱中したのとは裏腹に、温和で情趣的な画風で、「明治の応挙」と評された。

## 略伝

### 出生から徹山入門まで
長州藩士、石田傳内道政の三男として生まれる。父道政は藩の分限帳などに名が無く、家督を継いだ長兄は『金禄券根帳』に「給禄米壱石八斗」とあることから、微禄の下級藩士だったようだ。出生地は萩の雁島とされ、現在「贈正三位森寛斎誕生地」碑が建てられているが、防府生誕説もある。1825年（文政8年）12歳の時、萩浜崎の万福寺の寺侍で、作風から円山派に影響を受けた太田（田）龍について絵を習う｡1831年（天保2年）18歳の時大坂蔵屋敷の検使役となった戸田九郎左衛門に従って上坂、森徹山の門に入る。しかし、一年も経たないうちに戸田が病気にかかってので、寛斎も戸田とともに帰郷する。1838年（天保9年）再び上坂するが、徹山はその頃京都にいたので、上洛し再入門を果たす。1840年（天保11年）師徹山は四条派に押され衰退に向かっていた円山派を再興するため、表向きは徹山の実子として、実際は一鳳の弟として徹山の養子となった。翌年、徹山が亡くなると一時京都を離れ、四国や中国地方を遊歴し、この頃から南画の画風も身につけ始めたという。

### 国事奔走
幕末の政情不安が起こると、長州人の寛斎も火中へ飛び込んでいく。絵師としての身分や表向き徹山の実子だったのを隠れ蓑に、自宅を勤王志士たちの密会の場にしたという。その中には山縣有朋や品川弥二郎などもおり、特に品川との交流はその後も長く続き、品川から寛斎へ宛てた手紙が多く残っている。また、北垣国道は生野の変後に長州に潜伏中、間諜と間違えられ首を刎ねられそうになるも、たまたま通りかかった寛斎の取り成しによって生き延びた。北垣はこれを深く感謝し、後年になっても任地先からしばしば酒を贈っている。寛斎自身も京都の様子を伝えるため、何度も長州と京都を往復し、一時は新撰組の関三十郎からも命を狙われたという。とはいえ、完全に絵筆を捨てたわけでは無かった。1855年（安政2年）の御所造営でに一鳳と共に参加し、寛斎は常御殿の杉戸絵に「帰去来」「赤壁」を描き、各地でこの頃の作品が確認されている。例えば徹山が出入り絵師を務めていた金毘羅神社との関係を引き継いでしばしば訪れ、応挙の障壁画などを補修しつつ、その画技を学ぶ。また数度に渡って倉敷の素封家萩野家を訪ねており、同じ倉敷にある野崎家塩業歴史館に寛斎の作品が数十点所蔵されている。こうした活躍からか、1865年（慶応元年）萩藩には25俵で召し抱えられ藩の御用絵師となるが、1870年（明治3年）絵に専念するため賞典返上帰商願を藩に提出。藩はこれを認めて恩典に金100両を贈り、寛斎はお抱え絵師の身分を離れて上洛する。

### 明治の「応挙」
明治以降は京都に永住し、幕末期に志士とともに国事に奔走した面影はなく、悠々と絵三昧の生活をおくる。塩川文麟らと如雲社に参加、文麟没後、同社および京都画壇の中心的存在となる。内国勧業博覧会など各種博覧会にも数多く出品し、しばしば高い賞を受けた。1880年（明治13年）京都府画学校（現在の京都市立芸術大学）設立に伴って出仕となり、2年後には実際に画学講座を担当している。1890年（明治23年）10月2日には帝室技芸員を拝命。1894年（明治27年）前年に患った肺炎が再発し、室町二条の自宅で没する。享年81。墓所は清閑寺霊山町神葬墓地。死にともない『京都美術協会雑誌』は、「今此の明治の応挙を失ひたるを悼む」と、その死をおくった。
応挙以後の円山派は、対象の形を写し取ることにとらわれ、次第に形骸化していった。そこで寛斎は、南画を手本に滲みや掠れといった墨の多彩な表現を取り入れた雅趣に富む筆法を追求し、単なる写生に留まらない臨場感ある表現を追求した。
二女をもうけたが、男子は無く、弟子の森直愛（実父は大西喜兵衛）、森雄山（森直愛の子）を養子にした。他に森松雨（西川貞吉）も養子としたが、生家の相続者の死去に伴い、森家を去って復姓した。孫に森公挙（森雄山の子）がいる。門下に野村文挙、山元春挙、巌島虹石、奥谷秋石、西井菫斎らがいる。
1928年（昭和3年）、正五位を追贈された。

## 代表作

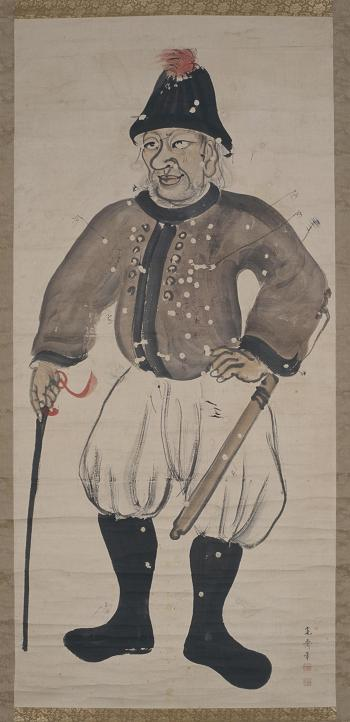
「人躰的異人図」長州藩の下関戦争1周年記念祝宴に際して描かれたもの。記念日に銃撃されたため弾痕が残っている。1864年（元治元年）

| 作品名                               | 技法         | 形状・員数                        | 寸法（縦x横cm）  | 所有者                                   | 年代               | 落款・印章                                                                         | 備考                                                                                    |
| ------------------------------------ | ------------ | --------------------------------- | ---------------- | ---------------------------------------- | ------------------ | ---------------------------------------------------------------------------------- | --------------------------------------------------------------------------------------- |
| 龍虎図屏風                           | 紙本著色     | 八曲一双                          |                  | 山口県立美術館                           | 1848年（嘉永元年） |                                                                                    |                                                                                         |
| 四季耕作之図                         | 紙本墨画淡彩 | 六曲一隻                          | 166.3x369.0      | 個人                                     | 1852年（嘉永2年）  |                                                                                    |                                                                                         |
| 武陵桃源・劉阮天台図屏風             | 紙本著色     | 六曲一双                          |                  | 足立美術館                               | 1856年（安政3年）  |                                                                                    |                                                                                         |
| 人体的異人図                         | 紙本著色     | 1幅                               | 191×89           | 京都大学附属図書館                       | 1864年（元治元年） |                                                                                    | 下関戦争1周年を記念して描いた作品。尊攘の志士たちはこの絵を銃撃して祝意を示したという。 |
| 竹犬図                               | 紙本著色     | 襖4面                             |                  | 大阪市立美術館（田万コレクション）       | 江戸時代           |                                                                                    |                                                                                         |
| 瓢風吹衣図                           | 紙本墨画淡彩 | 1幅                               | 172.0x96.0       | 敦賀市立博物館                           | 1872年（明治5年）  |                                                                                    |                                                                                         |
| 京都名所四季図屏風                   | 紙本著色     | ニ曲一双                          |                  | 京都府立総合資料館（京都文化博物館管理） | 1873年（明治6年）  |                                                                                    |                                                                                         |
| 宇治平等院雪景図屏風                 | 紙本著色     | 襖4面                             | 173.0x96.0（各） | 個人                                     | 1873年（明治6年）  |                                                                                    |                                                                                         |
| 秋景遊鹿図屏風 桜花小禽図 群雀図小襖 | 絹本著色     | 四曲一隻・二曲一双 二曲一双 襖4面 |                  | 金刀比羅宮                               | 1879年（明治12年） |                                                                                    | 元は同社の崇敬講社本部2階小座敷の障壁画                                                 |
| 古柏猴鹿図                           | 絹本著色     | 1幅                               | 232.4x143.2      | 宮内庁三の丸尚蔵館                       | 1880年（明治13年） |                                                                                    | 第二回内国勧業博覧会出品作、またはそれと同工異曲の作品。翌年河瀬真孝より皇室へ献上      |
| 観瀑図屏風                           | 絹本墨画     | 六曲一双                          |                  | 大阪市立博物館旧蔵                       | 1881年（明治14年） |                                                                                    |                                                                                         |
| 檜樹鷲巣図                           | 紙本金地墨画 | 壁貼付1面                         |                  | 金刀比羅宮                               | 1883年（明治16年） |                                                                                    | 表書院玄関正面大床に現在も飾られている                                                  |
| 石山寺紫式部図                       | 絹本著色     | 1幅                               | 117.8x50.4       | 石山寺                                   | 1883年（明治16年） | 款記「明治十六年発未秋晩寫 寛斎森公粛」/「橘公粛印」白文方印・「橘子容子」朱文方印 |                                                                                         |
| 夏渓不如帰図                         | 絹本墨画淡彩 | 1幅                               | 253.7x88.6       | シアトル美術館                           | 1884年（明治17年） |                                                                                    |                                                                                         |
| 春夏秋                               | 絹本著色     | 3幅                               |                  | 藤田美術館                               | 1886年（明治19年） |                                                                                    |                                                                                         |
| 春秋山水図                           | 絹本著色     | 双幅                              | 140.8x50.5（各） | 三井記念美術館                           | 1887年（明治20年） | 款記「寛斎森公粛」                                                                 | 北三井家旧蔵                                                                            |
| 雪松図屏風                           | 紙本墨画     | 六曲一双                          |                  | 林原美術館                               | 1889年（明治22年） |                                                                                    |                                                                                         |